# Bartoš Písař
Bartoš Písař (auch Bartoloměj od svatého Jiljí (Bartholomäus vom Heiligen Ägidius)) (* um 1470 in Prag; † 6. Mai 1535 ebenda), war tschechischer Geschichtsschreiber und Händler.

## Leben
Bartoš Písař war ein gebildeter, vermögender Stoffhändler und Schreiber der Prager Weinberge. Er war Zeuge und Opfer des Umsturzes der abgesetzten Bürgermeisters Jan Pašek z Vratu 1524 in Prag. Im gleichen Jahr wurde er als Anhänger Martin Luthers (Neuutraquist) aus der Stadt ausgewiesen und kehrte erst nach der erneuten und diesmal endgültige Absetzung Jan Pašeks 1529 durch Kaiser Ferdinand I. zurück.

## Werke
- Buch über die Erhebung der Einen über die Anderen in der Gemeinde Prag (Knihy o pozdvižení jedněch proti druhým v obci pražské) auch Prager Buch (Kronika pražská), 1524 bis 1531. Er schildert darin in Detail die dramatischen Ereignisse des Jahres 1524, der totalitären, diktatorischen Herrschaft des Jan Pašek z Vratu. Verleger: Královská česká společnost nauk Praha 1859